# Nordkoreanische Kerolox-Rakete
Die nordkoreanische Kerolox-Rakete ist eine orbitale Trägerrakete, über die wenig bekannt ist. Die Rakete startete erstmals im Mai 2024 vom Satellitenstartplatz Sohae und explodierte während der Brennzeit der ersten Stufe. Nach nordkoreanischen Angaben wird in der ersten Stufe ein neu entwickeltes, mit Flüssigsauerstoff (LOX) und „Petroleum“ betriebenes Triebwerk verwendet. Mit Petroleum ist wahrscheinlich Kerosin gemeint; daher wird von einer „Kerolox-Trägerrakete“ gesprochen.

## Hinweise auf eine Zusammenarbeit mit Russland
Die südkoreanische Nachrichtenagentur Yonhap berichtete unter Berufung auf eine Quelle im südkoreanischen Verteidigungsministerium, dass vor dem ersten Start im Mai 2024 eine „große Anzahl“ russischer Experten nach Nordkorea gereist seien. Der südkoreanische Botschafter bei den Vereinten Nationen, Joon-kook Hwang, gab an, sein Land gehe von einem Technologietransfer aus, da ein derartiger „Quantensprung“ in der Raketentechnik aus eigener Kraft Nordkoreas nicht möglich sei.

## Starts
| Nr. | Datum (UTC)        | Startplatz | Nutzlast       | Art der Nutzlast    | Aussetzorbit | Anmerkungen |
| --- | ------------------ | ---------- | -------------- | ------------------- | ------------ | ----------- |
| 1   | 27. Mai 2024 13:44 | Sohae      | Malligyong-1-1 | Aufklärungssatellit |              | Fehlschlag  |